# Deltshevia
Deltshevia es un género de arañas araneomorfas de la familia Hersiliidae. Se encuentra en Asia central

## Etimología
El género fue nombrado en honor de Christo Deltshev.

## Lista de especies
Según The World Spider Catalog 12.0:
- Deltshevia danovi Marusik & Fet, 2009
- Deltshevia gromovi Marusik & Fet, 2009